# Semidalis pseudouncinata
Semidalis pseudouncinata is een insect uit de familie van de dwerggaasvliegen (Coniopterygidae), die tot de orde netvleugeligen (Neuroptera) behoort. 
De wetenschappelijke naam Semidalis pseudouncinata is voor het eerst geldig gepubliceerd door Martin Meinander in 1963.